# Vámosszabadi
Vámosszabadi is een plaats (község) en gemeente in het Hongaarse comitaat Győr-Moson-Sopron. Vámosszabadi telt 1083 inwoners (2001).